# Chrysler 700C
La Chrysler 700C est un concept de monospace de luxe dévoilé en Amérique du Nord lors de l'International Auto Show de Détroit par Chrysler.
Il a été présenté afin d'avoir l'avis du public sur la conception de ce véhicule, pour savoir s'il fallait modifier ou remplacer le monospace Town and Country. Le monospace Pacifica de 2017 reprend le design de ce concept-car.